# Itame inaptata
Itame inaptata är en fjärilsart som beskrevs av Walker 1861. Itame inaptata ingår i släktet Itame och familjen mätare. Inga underarter finns listade i Catalogue of Life.